# Guy Bainbridge
(Edmund) Guy (Tulloch) Owen Bainbridge (11 novembre 1867 – 1943) è stato un generale britannico.

## Biografia
Educato al Marlborough College ed al Royal Military College Sandhurst, Bainbridge entrò nel Royal East Kent Regiment (The Buffs) nel 1888 e prese parte alla spedizione di Dongola del 1896 ed alla spedizione del Nilo nel 1897 oltre a combattere nella battaglia di Omdurman nel 1898. Comandò la 7th Mounted Infantry durante la seconda guerra boera e prese parte alla battaglia di Paardeberg nel 1900. Nel 1903 egli ottenne il comando della Scuola di fanteria a cavallo di Kilworth.
Combatté nella prima guerra mondiale, dall'aprile del 1915, come comandante della 110th (Leicester) Infantry Brigade e, dal giugno del 1916, fu General Officer Commanding della 25th Division. La divisione venne impiegata sotto la sua direzione nella battaglia della Somme, nella battaglia di Messines e nella battaglia di Passchendaele, durante l'offensiva tedesca del marzo-aprile 1918 e poi nella terza battaglia dell'Aisne. Dopo la guerra egli divenne General Officer Commanding 1st Infantry Division prima di ritirarsi nel 1923.